# Cypress Hill IV
Cypress Hill IV četvrti je studijski album američke hip hop grupe Cypress Hill, koji je izašao krajem 1998. godine. Album je po izlasku naišao na pomiješane ocjene kritike i obožavatelja te je postao prvi album grupe koji nije dosegao platinastu nakladu. Najpoznatije pjesme s albuma su "Dr. Greenthumb", "Tequila Sunrise", Audio X" i "From the Window of My Room".
Tri pjesme grupe s albuma IV: "16 Men Till There's No Men Left", "Checkmate" i "Lightning Strikes" se nalaze u PC igri "Kingpin: Life of Crime".

## Popis pjesama
1. "Lookin' Through the Eye of a Pig" (Freese, Muggerud) – 4:06
2. "Checkmate" (Freese, Muggerud, Reyes) – 3:35
3. "From the Window of My Room" (Freese, Muggerud, Reyes) – 5:00
4. "Prelude to a Come Up" (featuring MC Eiht) (Freese, Grinnage, Johnson, Karrer, Leopold, MC Eiht, Muchita, Muggerud, Wilson, Zauner) – 3:24
5. "Riot Starter" (Freese, Muggerud, Reyes) – 4:16
6. "Audio X" (featuring Barron Ricks) (Freese, Muggerud, Ricks) – 3:19
7. "Steel Magnolia" (featuring Barron Ricks) (Freese, Muggerud, Ricks) – 3:30
8. "I Remember That Freak Bitch (From the Club)/Interlude Part 2" (featuring Barron Ricks) (Freese, Muggerud, Ricks) – 5:22
9. "(Goin' All Out) Nothin' to Lose" (Freese, Muggerud, Reyes) – 3:53
10. "Tequila Sunrise" (featuring Barron Ricks) (Freese, Muggerud, Ricks) – 4:44
11. "Dead Men Tell No Tales" (Freese, Muggerud) – 2:47
12. "Feature Presentation" (featuring Barron Ricks, Chace Infinite) (Chace Infinite, Freese, Muggerud, Ricks) – 3:45
13. "Dr. Greenthumb" (Freese, Muggerud) – 4:24
14. "16 Men Till There's No Men Left" (Freese, Muggerud) – 4:20
15. "High Times" (Freese, Fritz, Muggerud) – 4:13
16. "Clash of the Titans/Dust" (Freese, Muggerud) – 4:45
17. "Lightning Strikes" (Freese, Muggerud, Reyes) – 5:54

## Izvođači
- B-Real – pjevač
- Sen Dog – pjevač
- DJ Muggs – produkcija, miksanje

## Top ljestvice

### Albuma
| Godina | Ljestvica         | Pozicija |
| ------ | ----------------- | -------- |
| 1998.  | The Billboard 200 | #13      |

### Singlova
| Godina | Singl             | Ljestvica                 | Pozicija |
| ------ | ----------------- | ------------------------- | -------- |
| 1998.  | "Dr. Greenthumb   | Hot Rap Singles           | #14      |
| 1998.  | "Dr. Greenthumb"  | Billboard Hot 100         | #70      |
| 1998.  | "Dr. Greenthumb"  | UK Top Ljestvica Singlova | #34      |
| 1999.  | "Tequila Sunrise" | Hot Rap Singles           | #19      |
| 1999.  | "Tequila Sunrise" | Billboard Hot 100         | #81      |
| 1999.  | "Tequila Sunrise" | UK Top Ljestvica Singlova | #23      |

## Vanjske poveznice
- allmusic.com  Arhivirana inačica izvorne stranice od 16. veljače 2021. (Wayback Machine) - IV